# Sarnów (Sochaczew)
Pour les articles homonymes, voir Sarnów.
Sarnów  [ˈsarnuf] est un village polonais de la gmina de Rybno dans le powiat de Sochaczew et dans la voïvodie de Mazovie.
Il est situé approximativement à 5 kilomètres au nord-est de Rybno, 9 kilomètres au nord-ouest de Sochaczew et à 60 kilomètres à l'ouest de Varsovie.
Le village a une population de 200 habitants en 2008